# Свинецбарий
Свинецбарий — бинарное неорганическое соединение
свинца и бария
с формулой BaPb,
кристаллы.

## Получение
- Сплавление стехиометрических количеств чистых веществ:

{\displaystyle {\mathsf {Pb+Ba\ {\xrightarrow {850^{o}C}}\ BaPb}}}

## Физические свойства
Свинецбарий образует кристаллы
ромбической сингонии, пространственная группа C mcm, параметры ячейки a = 0,529 нм, b = 1,260 нм, c = 0,478 нм, Z = 4
.
Соединение образуется по перитектической реакции при температуре 855°C 
(850°C ).
При температуре 546°C в соединении происходит фазовый переход.